# Botryllus primigenus
Botryllus primigenus är en sjöpungsart som beskrevs av Asajiro Oka 1928. Botryllus primigenus ingår i släktet Botryllus och familjen Styelidae. Inga underarter finns listade.